# Kanton Landerneau
Der Kanton Landerneau (bretonisch Kanton Landerne) ist seit 1790 ein französischer Kanton im Arrondissement Brest, im Département Finistère und in der Region Bretagne; sein Hauptort ist Landerneau.  

## Geschichte
Der Kanton entstand am 15. Februar 1790. Von 1801 bis 2015 gehörten acht Gemeinden zum Kanton Landerneau. Mit der Neuordnung der Kantone in Frankreich stieg die Zahl der Gemeinden 2015 auf 9. Eine Gemeinde des bisherigen Kantons wechselte zu einem anderen Kanton. Zu den verbleibenden 7 Gemeinden des alten Kantons Landerneau kamen 2 der 7  Gemeinden des bisherigen Kantons Ploudiry hinzu.

## Lage
Der Kanton liegt im Nordwesten des Départements Finistère. 

## Gemeinden
Der Kanton besteht aus neun Gemeinden mit insgesamt 29.669 Einwohnern (Stand: 1. Januar 2022) auf einer Gesamtfläche von 93,34 km²:
| Gemeinde             | Bretonisch         | Einwohner (2022) | Fläche (km²) | Code postal | Code Insee |
| -------------------- | ------------------ | ---------------- | ------------ | ----------- | ---------- |
| La Forest-Landerneau | Ar Forest-Landerne | 1.999            | 9,21         | 29800       | 29056      |
| Landerneau           | Landerne           | 16.327           | 13,19        | 29800       | 29103      |
| Lanneuffret          | Lanneured          | 150              | 2,24         | 29400       | 29116      |
| La Roche-Maurice     | Ar Roc'h-Morvan    | 1.865            | 12,04        | 29800       | 29237      |
| Pencran              | Penn-ar-C'hrann    | 2.229            | 8,93         | 29800       | 29156      |
| Plouédern            | Plouedern          | 3.062            | 19,62        | 29800       | 29181      |
| Saint-Divy           | Sant-Divi          | 1.602            | 8,52         | 29800       | 29245      |
| Saint-Thonan         | Sant-Tonan         | 1.943            | 11,29        | 29800       | 29268      |
| Trémaouézan          | Tremaouezan        | 492              | 8,30         | 29800       | 29295      |
| Kanton Landerneau    | Landerne           | 29.669           | 93,34        | -           | 2913       |

### Kanton Landerneau bis 2015
Der alte Kanton Landerneau bestand aus acht Gemeinden auf einer Fläche von 112,08 km². Diese waren: Dirinon, La Forest-Landerneau, Landerneau (Hauptort), Pencran, Plouédern, Saint-Divy, Saint-Thonan und Trémaouézan.

## Bevölkerungsentwicklung
| 1962   | 1968   | 1975   | 1982   | 1990   | 1999   | 2006   | 2012   |
| ------ | ------ | ------ | ------ | ------ | ------ | ------ | ------ |
| 17.371 | 18.445 | 21.521 | 23.556 | 24.497 | 25.032 | 26.252 | 27.507 |